# Mowa (językoznawstwo)
Mowa, mówienie – używanie języka w procesie porozumiewania się, czyli konkretne akty użycia systemu językowego (złożonego ze znaków i reguł).
Celem mowy jest odbieranie i nadawanie komunikatów w formie przekazów językowych:
- ustnych,
- pisemnych,
- gestów i mimiki.

Mowa spełnia funkcje:
- ekspresyjną – przekazywanie uczuć,
- komunikacyjną – informowanie o tym, co znamy, widzieliśmy, słyszeliśmy,
- regulacyjną – wydawanie i przyjmowanie dyspozycji.

## Fizjologia mózgu

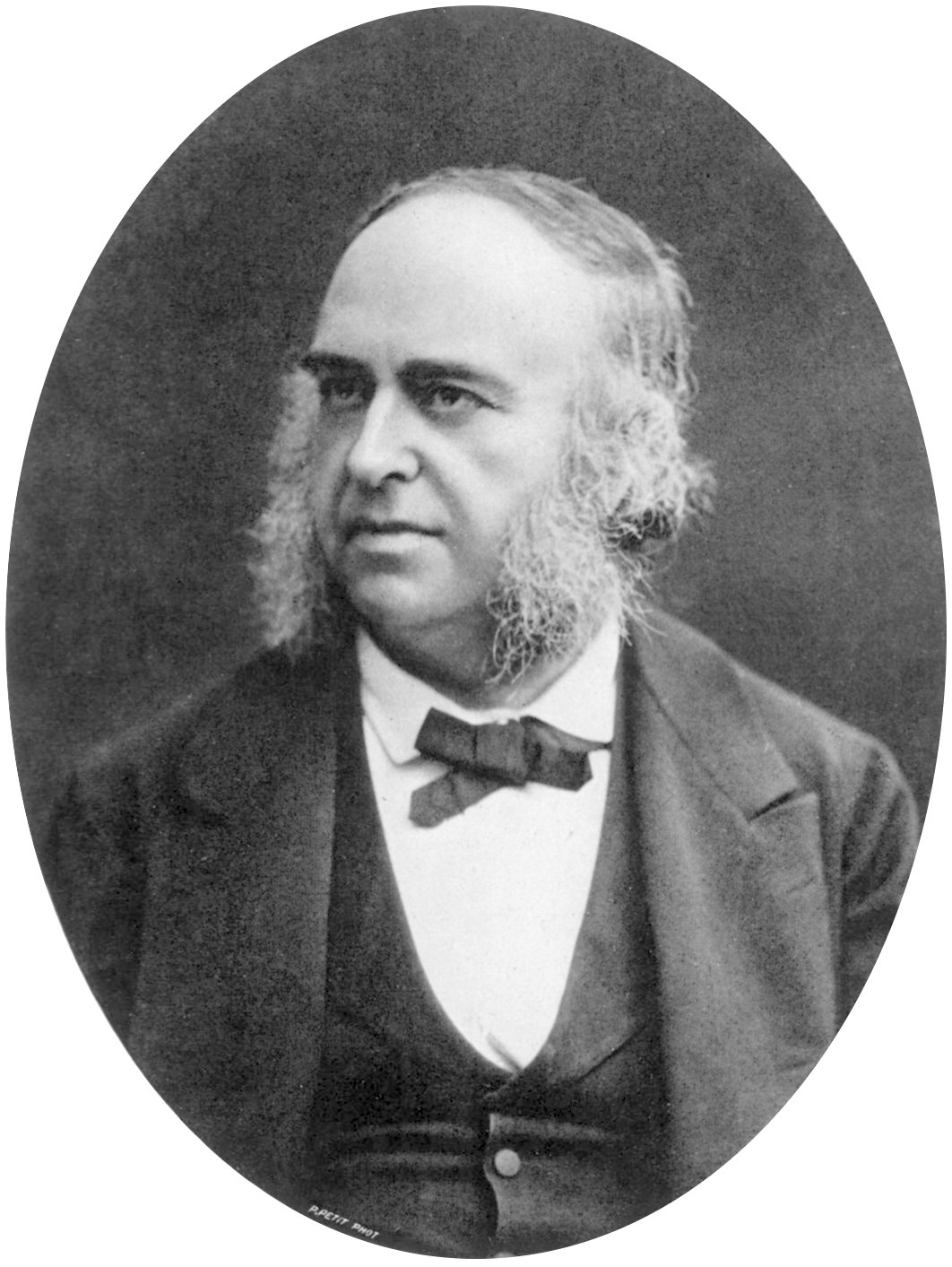
Paul Broca

Przetwarzanie mowy jest skomplikowanym procesem i odbywa się w wielu częściach mózgu. Pomimo długoletnich badań dokładne zrozumienie tego procesu jest nadal trudne. Jednymi z pierwszych badaczy zajmującymi się tymi zagadnieniami byli Carl Wernicke i Paul Broca.

## Technika dźwiękowa
Mowa jest sygnałem quasi-stacjonarnym. Za jej zakres częstotliwości przyjmuje się najczęściej 300Hz – 3kHz (w telefonii), jednakże w wielu wypadkach sygnał mowy może mieć częstotliwości do 8 kHz. Zakres zależy od cech osobniczych mówiącego oraz języka. Język polski relatywnie często korzysta z fonemów o wysokich częstotliwościach, np. „sz” i „ś”. W sygnale mowy wyróżniamy jednostki podstawowe – fonemy (w języku polskim występuje ich 38). Fonemy nie zawsze są oddzielone chwilami ciszy, co więcej występuje zjawisko wzajemnego modyfikowania i nakładania się sąsiadujących fonemów – koartykulacja.
Wraz z rozwojem technik informacyjnych, możliwe stało się automatyczne przetwarzanie mowy: synteza, rozpoznawanie i rozumienie, co pozwoliło na opracowanie automatycznych systemów dialogowych. Zadanie rozpoznawania mowy okazało się trudniejsze niż spodziewano się podejmując pierwsze prace nad rozwiązaniem tego problemu. Skuteczność automatycznego rozpoznawania mowy wciąż jest niższa od osiąganej przez człowieka. Wymaga bowiem przeprowadzenia analizy nie tylko na poziomie akustycznym, ale również zaangażowania wiedzy lingwistycznej i semantycznej – w prawidłowym rozpoznaniu pomaga człowiekowi umiejętność domyślania się poszczególnych słów na podstawie kontekstu wypowiedzi, logiki i wiedzy o świecie. Aby maszynowe rozpoznawanie było równie skuteczne, elementy te powinny być wbudowane w algorytm rozpoznawania. Obecnie systemy automatycznego rozpoznawania i syntezy mowy stosowane są z powodzeniem do sterowania urządzeniami, dyktowania tekstów, dostępu do baz danych.